# IC 1676
IC 1676 — галактика типу S (спіральна галактика) у сузір'ї Риби.
Цей об'єкт міститься в оригінальній редакції індексного каталогу.